# Ökenkriget
Ökenkriget är den del av andra världskriget som utkämpades i Nordafrika 1940–1943. Huvudaktörer var kungariket Italien mot Storbritannien och senare i olika skeden kom även Nazityskland och USA att spela en roll. De mer kända befälhavarna under striderna i Nordafrika var bland annat den italienska fältmarskalken Rodolfo Graziani och pansargeneralen Erwin Rommel (senare marskalk). På den allierade sidan bör nämnas marskalk Bernard Montgomery och general George S. Patton.

## Krigsförloppet
Axelmakternas mål var att skära av britternas livsviktiga oljeförsörjning från Mellanöstern. Om man hade lyckats med detta, hade Storbritannien varit mycket illa ute. Nu misslyckades man även om läget ett tag var kritiskt för britterna.

### Italien invaderar
Kriget i Nordafrika startade med att den italienska armén i Libyen marscherade in i det av britterna kontrollerade Egypten i september 1940. Den italienska armén leddes av general Graziani. Italien påbörjade vid samma tid även en invasion av det av britterna kontrollerade Sudan och Somalia (fälttåget i Östafrika). Till en början hade man framgång (de var nämligen numerärt sett klart överlägsna den brittiska armén i Östafrika.) Men då britterna gick till motangrepp på båda ställena kom de tre expeditionerna att vändas till en katastrof. Detta berodde mycket på att de italienska trupperna i Östafrika var avskurna från Italien.

### Brittisk motoffensiv
Den 9 december 1940 startade de brittiska trupperna motoffensiven Operation Compass med en styrka på ungefär 30 000 man, där bland andra 4th Indian Division och British 7th Armoured Division ingick. Den brittiska motoffensiven kom som en total överraskning för de italienska trupperna. Den 10 december hade britterna tagit 20 000 fångar och angrep Sollum vid den libyska gränsen. Britterna fortsatte offensiven och erövrade Bardia och Tobruk under lite eller försumbart motstånd. I början av februari 1941 befann sig den italienska armen i full reträtt längs med cyrenaikahalvöns kust. För att skära av italienarnas reträttväg så avancerade den brittiska 7th Armoured Division tvärs över Cyrenaika till den lilla staden Beda Fomm strax söder om Benghazi. Efter en hård strid där italienarna hade ett numerärt överläge, kapitulerade cirka 25 000 italienare tillsammans med 200 artilleripjäser, 100 stridsvagnar och 1 500 fordon.

### Rommels första offensiv
Efter den lyckade brittiska offensiven skeppades en stor del av Richard O'Connors XIII Corps över till Grekland för att möta den italienska invasionen (italiensk-grekiska kriget). För att ge stadga åt de sviktande italienska förbanden i Libyen och förhindra ett totalt sammanbrott skeppades den nyuppsatta tyska Afrikakåren, under befäl av Erwin Rommel, över till Libyen. Rommels order var att agera defensivt och hålla frontlinjen. När han inser hur svaga de brittiska förbanden är går afrikakåren på offensiven den 24 mars, den 15 april har man återerövrat hela Libyen förutom Tobruk som fortfarande hålls av en stark allierad garnison. Misslyckandet att ta Tobruk skulle komma att bli ödesdigert för axelmakternas krigföring i öknen, då detta var en av de få stora hamnarna i Libyen. I stort sett alla förnödenheter var nu tvungna att fraktas med lastbil från Tripoli. Rommel ville heller inte avancera längre in i britternas territorium utan att ha erövrat Tobruk eftersom han befarade att fästningens garnison i så fall skulle falla honom i ryggen. Han valde därför att ta Tobruk först, vilket misslyckades och tömde ut hans resurser i lagom tid för britternas motoffensiv, Operation Crusader.
I maj 1941 kapitulerade italienarna i Somalia.

### Operation Crusader

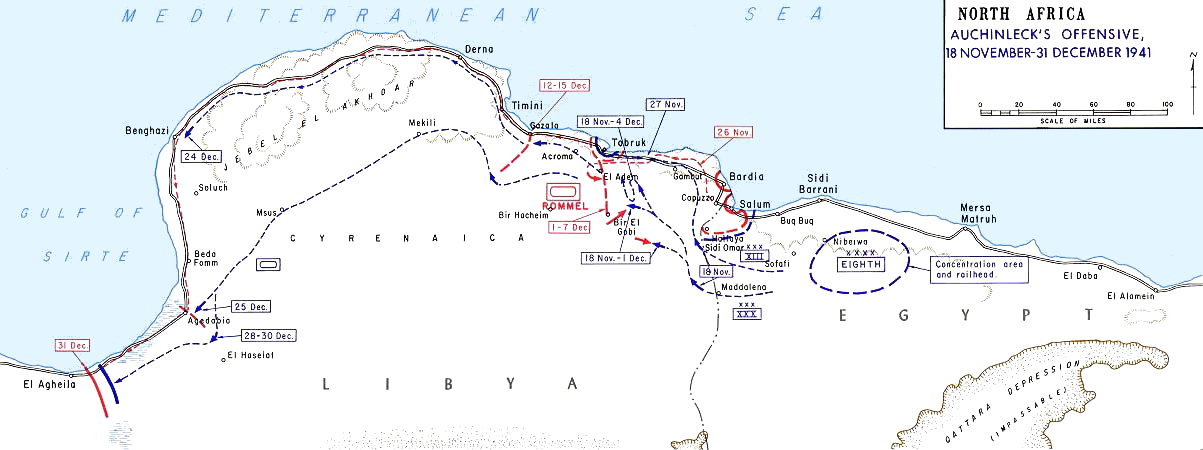
Operation Crusader

Eighth Army startade Operation Crusader den 18 november 1941. Trots inledande tyska taktiska framgångar lyckades britterna pressa tillbaka Afrikakåren hela vägen till deras utgångspunkt, El Agheila. Bardia och Sollum hölls dock fortfarande av axelmakternas trupper, men belägringen av Tobruk hade hävts.

### Rommels andra offensiv

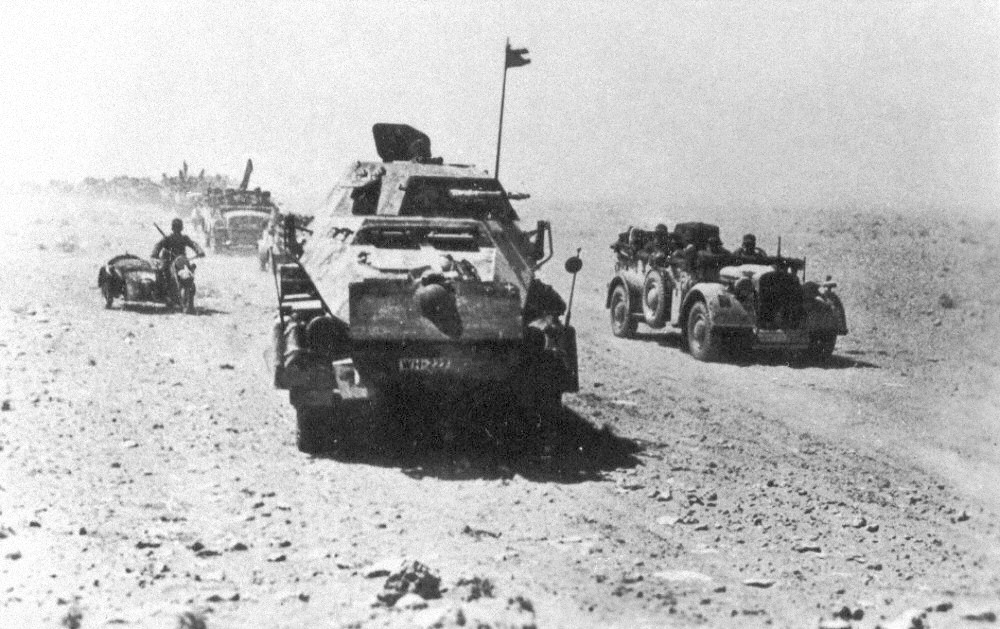
Afrikakårens framryckning 1942.

Efter Japans attack på Pearl Harbor den 7 december 1941, drogs de australiska trupperna tillbaka till Stillahavsområdet. Samtidigt drogs även British 7th Armoured Division tillbaka från Nordafrika, kvar fanns den mer oerfarna British 1st Armoured Division. I januari 1942 beordrade Rommel en offensiv från östra Libyen, i maj stannade offensiven upp vid Gazalalinjen, ett stycke väster om Tobruk. Båda sidor laddade upp för att attackera, men tyskarna hann först i juni 1942. Efter att ha besegrat de brittiska pansarstyrkorna vid slaget vid Gazala, till höga kostnader, fortsatte offensiven i Egypten. Efter att ha blivit omringade kapitulerade den viktiga garnisonen i Tobruk – 35 000 britter blev krigsfångar. I juli hejdades emellertid tyskarnas framfart vid det första slaget vid el-Alamein.

### Montgomerys offensiv
De följande månaderna var frontlinjen orörlig men axelmakterna hade stora problem med underhållet och vid det andra slaget i november 1942 vid El Alamein besegrades dessa. Slaget anses vara en av de stora vändpunkterna i andra världskriget. Samtidigt höll tyskarna på att förlora i slaget vid Stalingrad på Östfronten och japanerna tappade efter slaget vid Midwayöarna i juni samma år allt mer mark åt amerikanerna i Stilla Havet. Efter dessa händelser pressades axelmakterna tillbaka.

## Allierad invasion av franska Nordafrika
Ungefär samtidigt som britterna segrade vid El Alamein landsteg amerikanska och brittiska trupper i Marocko och Algeriet. Även de tidigare Vichy-trogna franska styrkorna i Marocko och Algeriet anslöt sig till amerikanarna. 

## Fälttåget i Tunisien
Axelmakterna hotades därmed även i ryggen och som ett motdrag flögs tyska och italienska trupper in och besatte norra Tunisien samtidigt som den italienska styrkan "Sahara-gruppen" ryckte in i södra Tunisien. Rommel insåg att förlusten i ökenkriget var nära förestående. Hitler och Mussolini var dock helt avvisande till en evakuering men tillförde förstärkningar. Rommel retirerade tillsammans med italienarna från Libyen in i Tunisien och lyckades vinna en sista berömd seger vid Kasserinepasset 20 februari 1943. Den 22 februari blev Rommel befälhavare för den nyskapade Armégrupp Afrika men i början av mars lämnade han Afrika och generalöverste Hans-Jürgen von Arnim övertog befälet över Armégrupp Afrika 9 mars. Efter hårda strider kapitulerade axelmakterna vid Tunis den 13 maj 1943. Hela 275 000 i huvudsak italienska soldater blev krigsfångar. Ökenkriget var slut, de allierades nästa stora operation blev invasionen av Sicilien.

## Följder
Det var Luftwaffes och det italienska flygvapnets oförmåga att bekämpa RAF, tillsammans med den italienska flottans misslyckade bekämpande av den brittiska flottan i Medelhavet, som avgjorde kriget, eftersom bägge sidor var totalt beroende av tillförsel utifrån av materiel och förnödenheter. Att axelmakterna valde att inte ockupera ön Malta skulle visa sig vara ett ödesdigert misstag. Brittiska örlogsfartyg, ubåtar, och flygplan som opererade från ön härjade bland de italienska och tyska konvojerna som skulle försörja Rommels fälttåg i Nordafrika. Detta gjorde också att de valde att endast skeppa materiel till hamnstaden Tripoli som senare kom att ligga alldeles för långt ifrån fronten för att kunna fungera som enda försörjningsstad. Detta plus att Rommel hade ont om lastbilar att köra den långa vägen till fronten och att dessa ständigt gick sönder i de hårda förhållandena. Hade man invaderat Malta så hade man kunnat skeppa material utan fara till hamnstäderna Benghazi och Tobruk, även om dessa var mindre så kunde det nödvändigaste i alla fall komma fram till fronten snabbare än från Tripoli plus att man avlastade trycket från Tripoli som enda hamnstad. Men den brittiska medelhavsflottans existens förhindrade detta vilket var en starkt bidragande orsak till Rommels förlust vid El Alamein. Ökenkriget var en krigsskådeplats som dränerade Italiens begränsade materiella resurser och bidrog till den slutliga förlusten för axelmakterna i andra världskriget.